# Novi Mihaljevci
Novi Mihaljevci su naselje u Republici Hrvatskoj u Požeško-slavonskoj županiji, u sastavu grada Požege.

## Zemljopis
Novi Mihaljevci su smješteni oko 6 km sjeverno od Požege na cesti prema Velikoj susjedna naselja su Trenkovo na sjeveru i Mihaljevci na jugu.

## Stanovništvo
Prema popisu stanovništva iz 2011. godine Novi Mihaljevci su imali 291 stanovnika.
| broj stanovnika | 109   | 115   | 105   | 119   | 174   | 187   | 181   | 193   | 211   | 236   | 274   | 364   | 317   | 341   | 331   | 291   | 203   |
|                 | 1857. | 1869. | 1880. | 1890. | 1900. | 1910. | 1921. | 1931. | 1948. | 1953. | 1961. | 1971. | 1981. | 1991. | 2001. | 2011. | 2021. |